# Istituto veneto per la storia della Resistenza e dell'età contemporanea
L'Istituto veneto per la storia della Resistenza e dell'età contemporanea, viene fondato da Egidio Meneghetti, Concetto Marchesi, Sebastiano Giacomelli, Gino Luzzato, Mario Saggin, presso l'Università di Padova.
Dal 13 maggio 2014 l'IVSREC è stato sciolto e sostituito dal Centro di Ateneo per la Storia della Resistenza e dell'Età contemporanea dell'Università di Padova.

## Storia
Ha sede nel Palazzo del Bo, sede durante il periodo resistenziale del CLN dal settembre 1943, per merito di Egidio Meneghetti e Silvio Trentin. Nel 1949 si fa partecipe della fondazione dell'Istituto Nazionale per la Storia del Movimento di Liberazione in Italia. Dal 1999 con il nuovo statuto è stata assunta l'attuale denominazione.

## Archivio
Riconosciuto dalla Sovraintendenza archivistica per il Veneto, come di "notevole interesse storico". Sono presenti tra l'altro le copie fotostatiche dei documenti inerenti all'occupazione tedesca del Veneto.

## Finanziamenti
Finanziato dalla regione Veneto

## Attività
Tutti i giorni è aperta la biblioteca, sono organizzati seminari e corsi di aggiornamento per insegnanti di storia e per gli studenti di storia